# Dominique Gisin
Dominique Gisin (Visp, 4 juni 1985) is een Zwitsers voormalig alpineskiester, die gespecialiseerd is in de afdaling en de Super G. Haar jongere broer, Marc, is ook een alpineskiër.

## Carrière
Gisin beleefde haar doorbraak op de wereldkampioenschappen voor junioren in 2005 door hier vierde te worden op de afdaling. Op 2 december van dat jaar maakte ze haar debuut in de wereldbeker. Tijdens de training op de afdaling behaalde ze verrassend genoeg de beste tijd van het deelnemersveld. Bij de wedstrijd viel ze echter waardoor ze haar rechterknie blesseerde. Door deze val was ze vier maanden uit de roulatie.
Op 13 januari 2007 behaalde Gisin met haar tweede plaats op de afdaling van Altenmarkt im Pongau haar eerste podiumplek bij een wereldbekerwedstrijd. Bij de wereldkampioenschap van 2007 in Åre nam ze op de afdaling beslag op de vijfde plaats.
Op 18 januari 2009 won ze haar eerste wereldbekerwedstrijd, de afdaling in Altenmarkt im Pongau. Zes dagen later won ze haar tweede wedstrijd door op de afdaling van Cortina d'Ampezzo als eerste te eindigen.
Op 12 februari 2014 won ze op de Olympische Spelen in Sotsji de afdaling met exact dezelfde tijd als Tina Maze. Die prestatie leverde haar aan het einde van het jaar de uitverkiezing op van Zwitsers Sportpersoon van het Jaar, een eer die ze moest delen met tennisser Roger Federer.

## Resultaten

### Olympische Winterspelen
| Jaar | Plaats    | Resultaten                                                      |
| ---- | --------- | --------------------------------------------------------------- |
| 2010 | Vancouver | DNF Afdaling                                                    |
| 2014 | Sotsji    | Afdaling · 5e Supercombinatie · 10e Reuzenslalom · DNF1 Super G |

### Wereldkampioenschappen
| Jaar | Plaats                 | Resultaten                                                      |
| ---- | ---------------------- | --------------------------------------------------------------- |
| 2007 | Åre                    | 5e Afdaling DNF Supercombinatie                                 |
| 2009 | Val-d'Isère            | DNF Afdaling                                                    |
| 2011 | Garmisch-Partenkirchen | 4e Supercombinatie 8e Afdaling DNF Super G                      |
| 2013 | Schladming             | 10e Super G 10e Supercombinatie DNF1 Reuzenslalom DNF1 Afdaling |
| 2015 | Vail/Beaver Creek      | 19e Reuzenslalom                                                |

### Wereldbeker
Eindklasseringen
| Seizoen   | Algm | AD  | SL  | RS  | SG  | SC  |
| --------- | ---- | --- | --- | --- | --- | --- |
| 2006/2007 | 34e  | 10e | -   | -   | -   | 38e |
| 2007/2008 | 47e  | 26e | -   | -   | 44e | 25e |
| 2008/2009 | 21e  | 4e  | -   | -   | 44e | 19e |
| 2009/2010 | 24e  | 14e | -   | -   | 12e | 28e |
| 2010/2011 | 17e  | 9e  | -   | -   | 6e  | 11e |
| 2011/2012 | 25e  | 12e | -   | 31e | 22e | -   |
| 2012/2013 | 15e  | 19e | 54e | 10e | 15e | 24e |
| 2013/2014 | 11e  | 9e  | -   | 15e | 12e | 14e |
| 2014/2015 | 16e  | 16e | -   | 19e | 14e | 6e  |

Wereldbekerzeges
| Datum           | Plaats               | Onderdeel |
| --------------- | -------------------- | --------- |
| 18 januari 2009 | Altenmarkt im Pongau | Afdaling  |
| 24 januari 2009 | Cortina d'Ampezzo    | Afdaling  |
| 7 maart 2010    | Crans-Montana        | Super G   |